# Bastusjön, Gästrikland
Bastusjön är en sjö i Hofors kommun i Gästrikland och ingår i Gavleåns huvudavrinningsområde.